# Edward Jenner
Edward Jenner (n. 17 mai 1749 - d. 26 ianuarie 1823) a fost un doctor englez, cunoscut pentru cercetarea și munca lui introducând un vaccin pentru variolă, o boală care a ucis milioane de oameni de-a lungul secolelor.
La 14 mai 1796, Jenner testează vaccinul contra variolei, pe James Phipps, fiul grădinarului său în vârstă de opt ani, bolnav de variolă. Încă de când era student la Medicină, a observat că pacienții care dezvoltau variola taurinelor (o maladie infecțioasă a vacilor caracterizată prin erupție cutanată și transmiterea la om) erau protejați împotriva variolei. Prin urmare, l-a vaccinat pe James, fiind sănătos, cu puroi luat de la o persoană bolnavă de variola taurinelor (Sarah Nelmes, o lăptăreasă care s-a molipsit de la o vacă pe nume Blossom) și, mai apoi, l-a infectat cu variolă, demonstrând că această persoană era protejată împotriva inoculării voluntare cu variolă.
Jenner a denumit variola taurinelor „Variolae vaccinae” (variola vacii), de aici derivând termenele de "vaccin" (de la cuvântul vacca din latină, însemnând vacă), care este substanța responsabilă cu transmiterea variola taurinelor, și "vaccinare", procesul utilizat pentru protejarea contra variolei. Importanța descoperirii lui Jenner a fost recunoscută foarte repede și, în mai puțin de zece ani, vaccinarea arm-to-arm a început să fie utilizată în întreaga lume pentru protejarea împotriva variolei. Ulterior, în omagiul lui Jenner, Louis Pasteur a propus ca numele de vaccinare să fie dat întregii proceduri de protejare a subiecților de maladii prin inocularea unei substanțe externe.